# Vestenanova
Vestenanova (Vèstena o, collettivamente, Le Vèstene in veneto) è un comune italiano di 2 514 abitanti della provincia di Verona in Veneto.

## Geografia fisica
Dista 46 chilometri da Verona. 
Il comune è situato a nord-est della provincia di Verona, ai piedi dei Monti Lessini nella Valle del Torrente Alpone, la cui sorgente è localizzata proprio nel territorio del comune.

Vestenanova sorge sul lato orientale del torrente Alpone, in contrapposizione a Vestenavecchia, che sorge su quello occidentale. Bolca si trova circa a meno di 2 km in linea d'aria da Vestenanova ed ha una storia autonoma fino all'inglobamento con Vestenanova. Castelvero si trova, invece, leggermente a sud-ovest di Vestenavecchia, a circa 1 km di distanza da Vestenanova in linea d'aria.

Il Comune di Vestenanova è composto da circa cento contrade, la maggior parte concentrate in Vestenavecchia e Vestenanova.

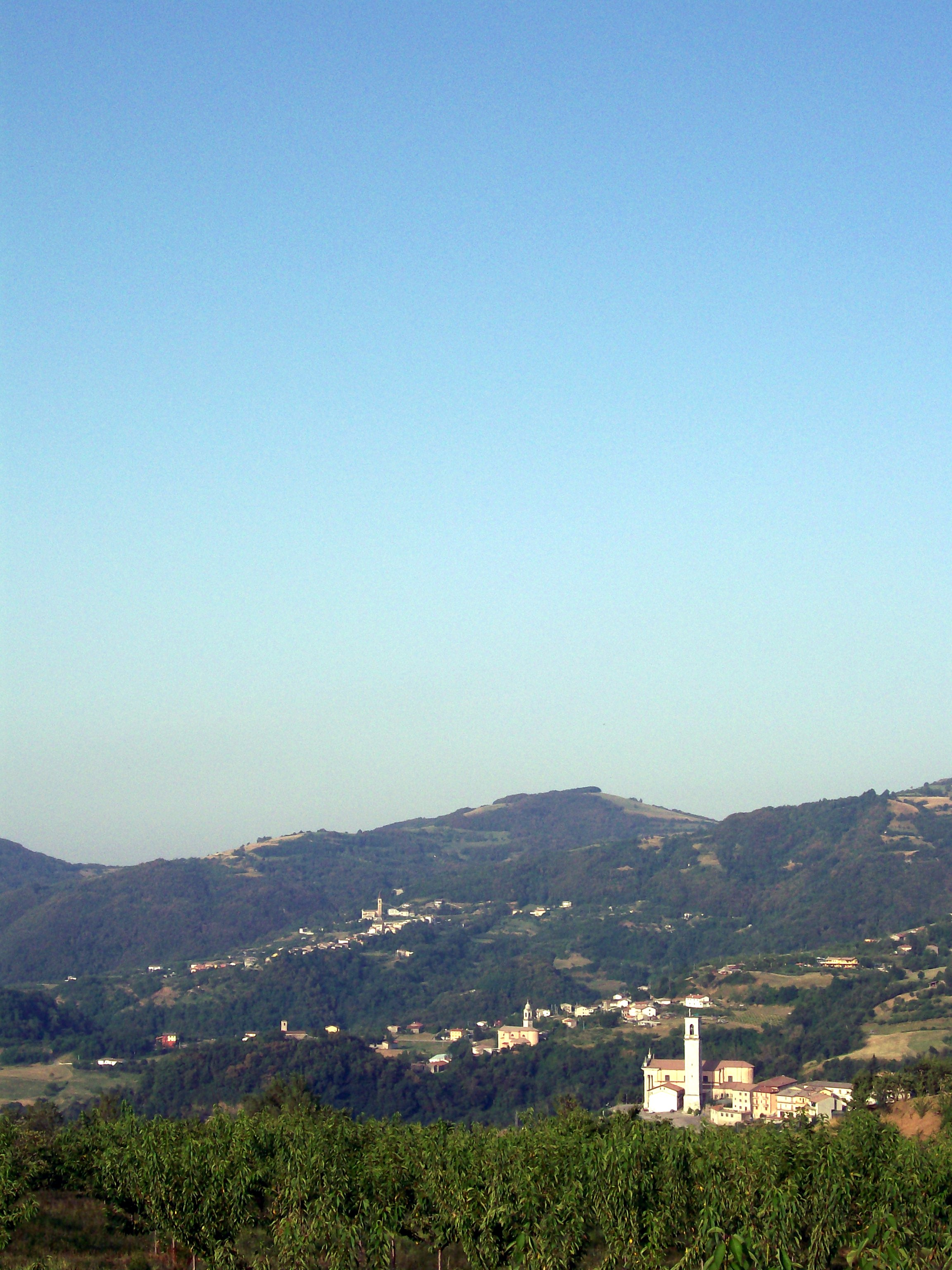
Veduta con la pieve di Sant'Antonio Abate e le chiese parrocchiali di Vestenanova, Vestenavecchia e Castelvero

## Origini del nome
Il toponimo, attestato come «Vestena» già nel 1145, sembra derivare da un antico nome personale Vestĭna. Inoltre, "Vestenanova" va confrontata con la frazione "Vestenavecchia", indicando la fondazione di un nuovo insediamento.
I due abitati vengono indicati collettivamente con l'espressione le Vestene.

## Storia
Vestena fu una delle località interessate dalle vicende umane e storiche che si svolsero tra il XI secolo e il XIII secolo e dalle numerose proprietà che videro protagonisti i vari componenti della famiglia degli Ezzelini. Proprietà che furono certosinamente accertate, censite e documentate dopo la loro definitiva sconfitta avvenuta nel 1260. Il territorio ha seguito per lo più le vicende di Verona, essendone sempre stato legato.

I dati più attendibili e più specifici sulla storia di Vestenanova sono piuttosto recenti. Il comune, infatti, risentì in precedenza di tutte le dominazioni dei grandi popoli influenti nell'Europa meridionale e centrale, quali i Celti e i Romani fino ad arrivare al dominio dei Comuni italiani del Medioevo (in particolare dal comune di Verona, governato dalla dinastia degli Scaligeri) e alla Repubblica di Venezia.

I Romani ebbero i primi contatti commerciali nel Veneto con Verona, all'epoca ancora un piccolo villaggio, ma di grande importanza strategica per la sicurezza romana contro le possibili invasioni provenienti da nord. Quando i Veneti divennero alleati di Roma, quasi l'intera pianura Padana ne seguì la sorte. Verona stessa, sotto l'influenza romana, subì una rapida civilizzazione e trasformazione urbanistica, che interessò anche tutti gli altri principali agglomerati cittadini del Veneto e del resto della val Padana. Nell'età imperiale di Roma, la nuova concezione urbanistica raggiunse il massimo splendore, in particolare con la costruzione delle strade che collegavano in modo sicuro tutte le città italiane e non. Verona stessa divenne un importantissimo snodo commerciale con la costruzione della Via Postumia.

All'invasione barbarica del 476 d.C., con la caduta dell'Impero Romano d'Occidente, il Veneto e Verona, come il resto dell'Italia, venne conquistato degli Eruli, dagli Ostrogoti, ecc.

Vestenanova venne, nella fine del Medioevo, conquistata dagli Scaligeri. Successivamente entrò in possesso alla Repubblica di Venezia per molti secoli.

Vestenanova fece parte della Repubblica di Venezia fino al 1797, quando quest'ultima fu sottomessa da Napoleone Bonaparte e poi ceduta all'Impero Asburgico con il Trattato di Campoformio. Da questo periodo ne seguì uno che si caratterizzò con le rivoluzioni indipendentistiche dell'Italia del 1820-21, 1830-31 e 1848. Dopo la riunificazione con l'Italia (1866), Vestenanova contribuì alle necessità della nazione come meglio poté.

Nella prima guerra mondiale anche Vestenanova fornì il suo aiuto con il valore dei suoi caduti in guerra, e allo stesso modo fece nella seconda guerra mondiale, ottenendo l'onore della medaglia di bronzo al valor militare per la lotta partigiana contro i nazi-fascisti.

### Simboli
Nello stemma comunale sono rappresentati su campo azzurro dei pesci e dei segni che sarebbero la rappresentazione dei fossili rinvenuti in località Bolca. Il gonfalone è un drappo di azzurro.

### Onorificenze
Il comune di Vestenanova è tra le città decorate al valor militare per la guerra di liberazione, insignito della medaglia di bronzo al valor militare per i sacrifici delle sue popolazioni e per l'attività nella lotta partigiana durante la seconda guerra mondiale:

## Monumenti e luoghi d'interesse

### Architetture religiose
- Chiesa di Sant'Antonio abate - XII secolo
- Oratorio di San Giovanni Nepomuceno - XVIII secolo
- Chiesa di San Leonardo - XIX secolo
- Chiesa dei Santi Zenone e Urbano in Vestenavecchia - XIX secolo
- Chiesa di San Giovanni Battista in Bolca - XIX secolo
- Chiesa dei Santi Salvatore e Biagio in Castelvero - XIX secolo

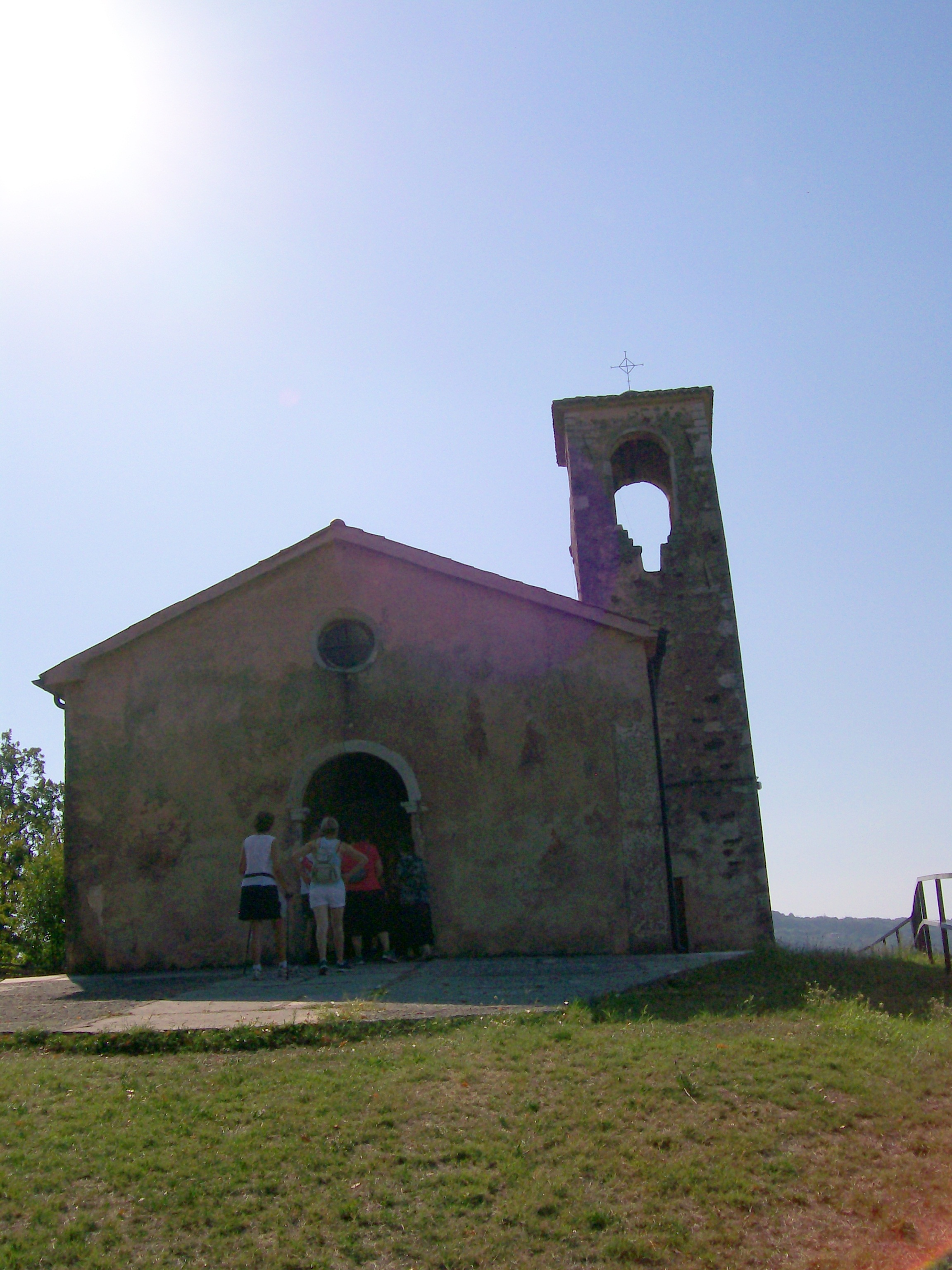
Chiesa di Sant'Antonio Abate
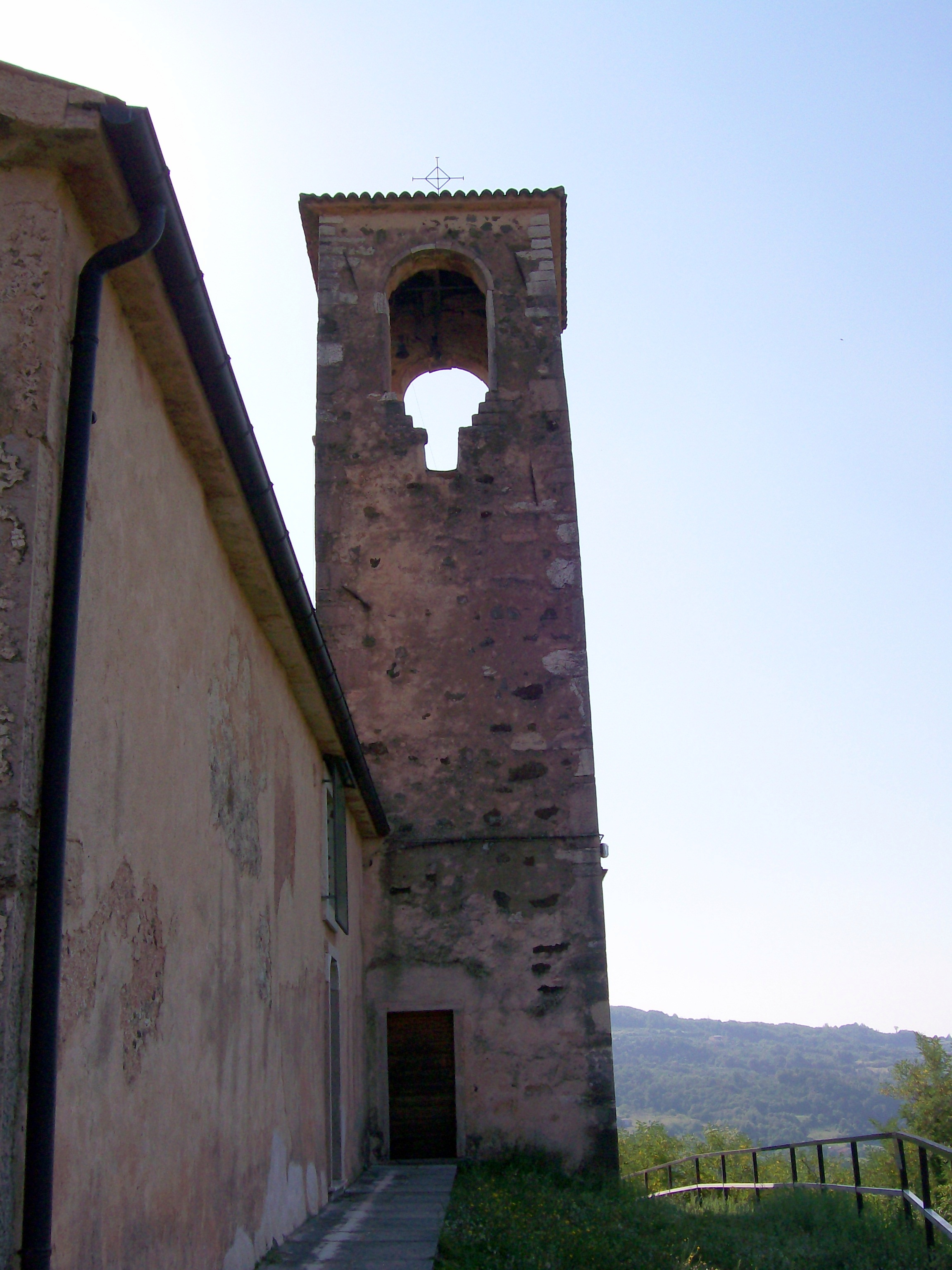
Campanile della chiesa di Sant'Antonio Abate
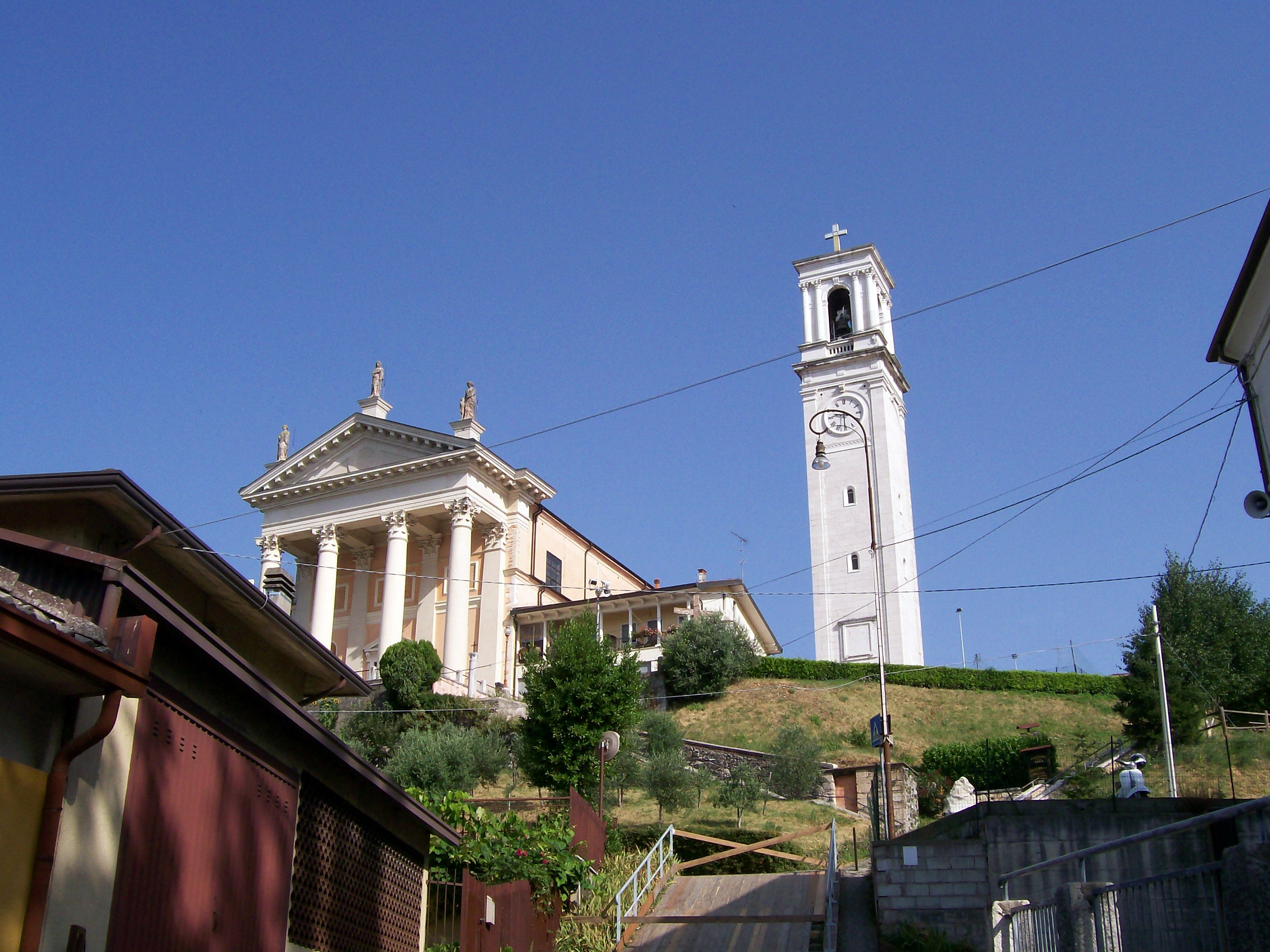
Chiesa parrocchiale di San Leonardo in Vestenanova
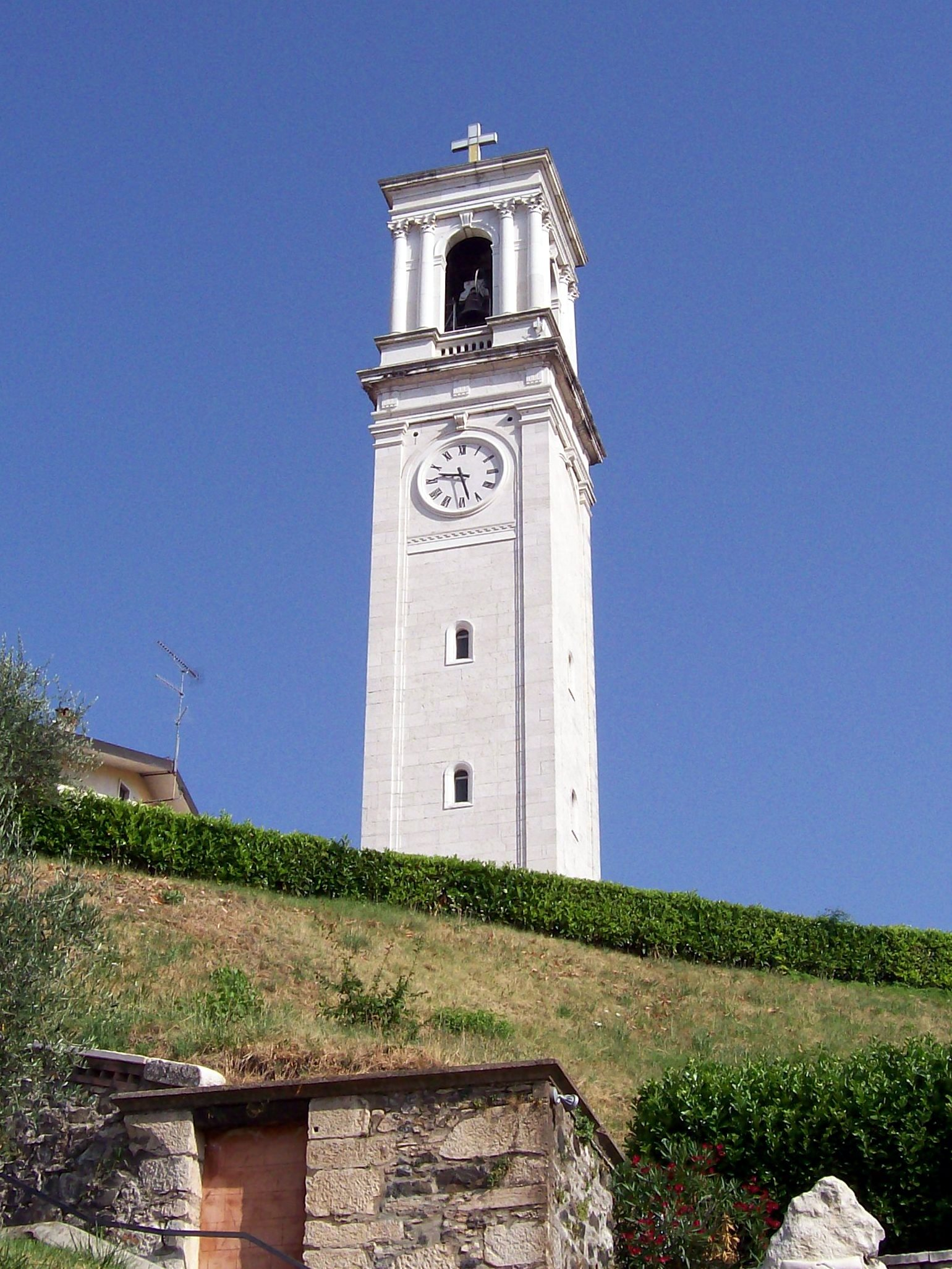
Campanile della chiesa parrocchiale di San Leonardo in Vestenanova
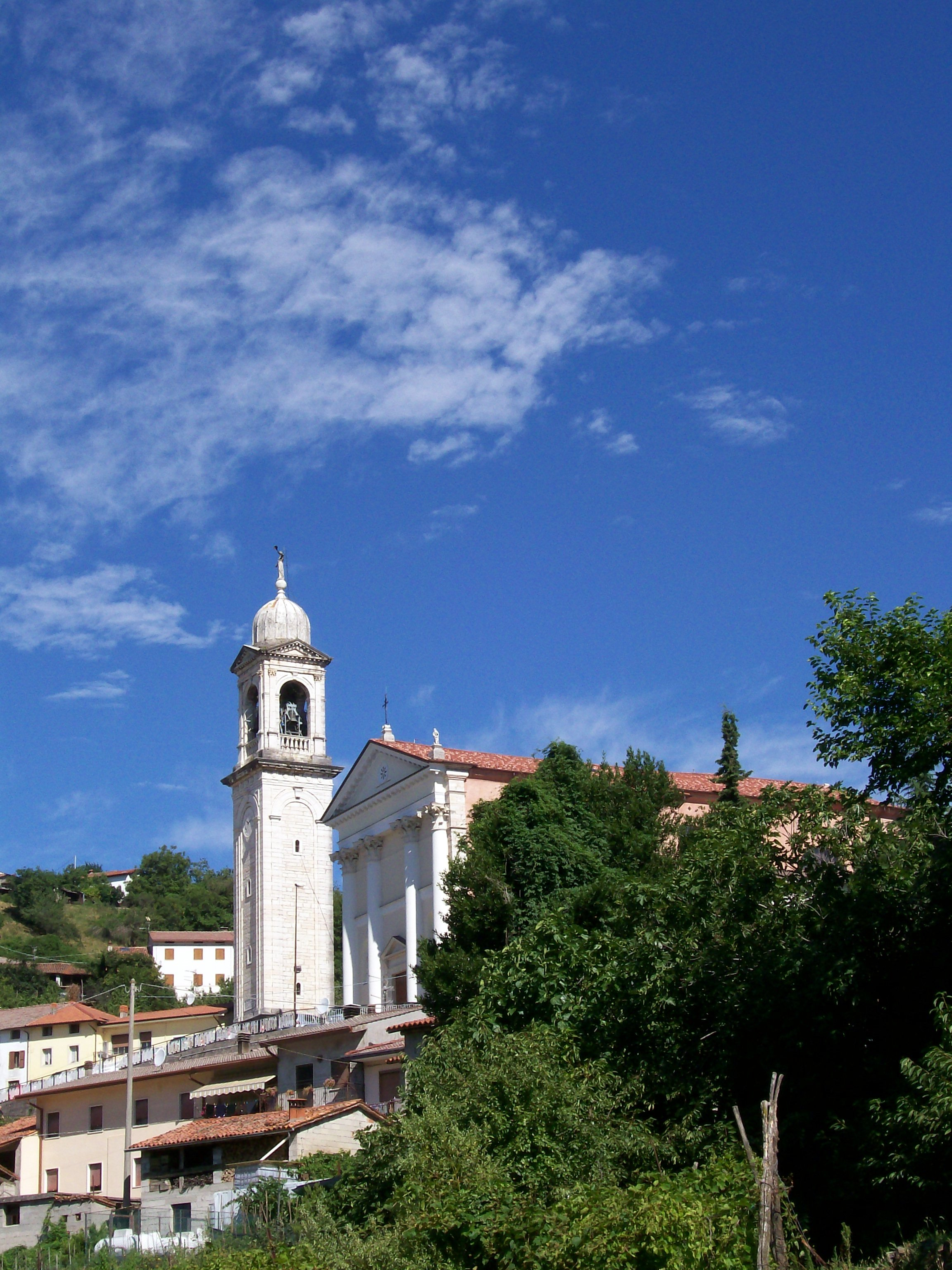
Chiesa parrocchiale dei Santi Zenone e Urbano in Vestenavecchia
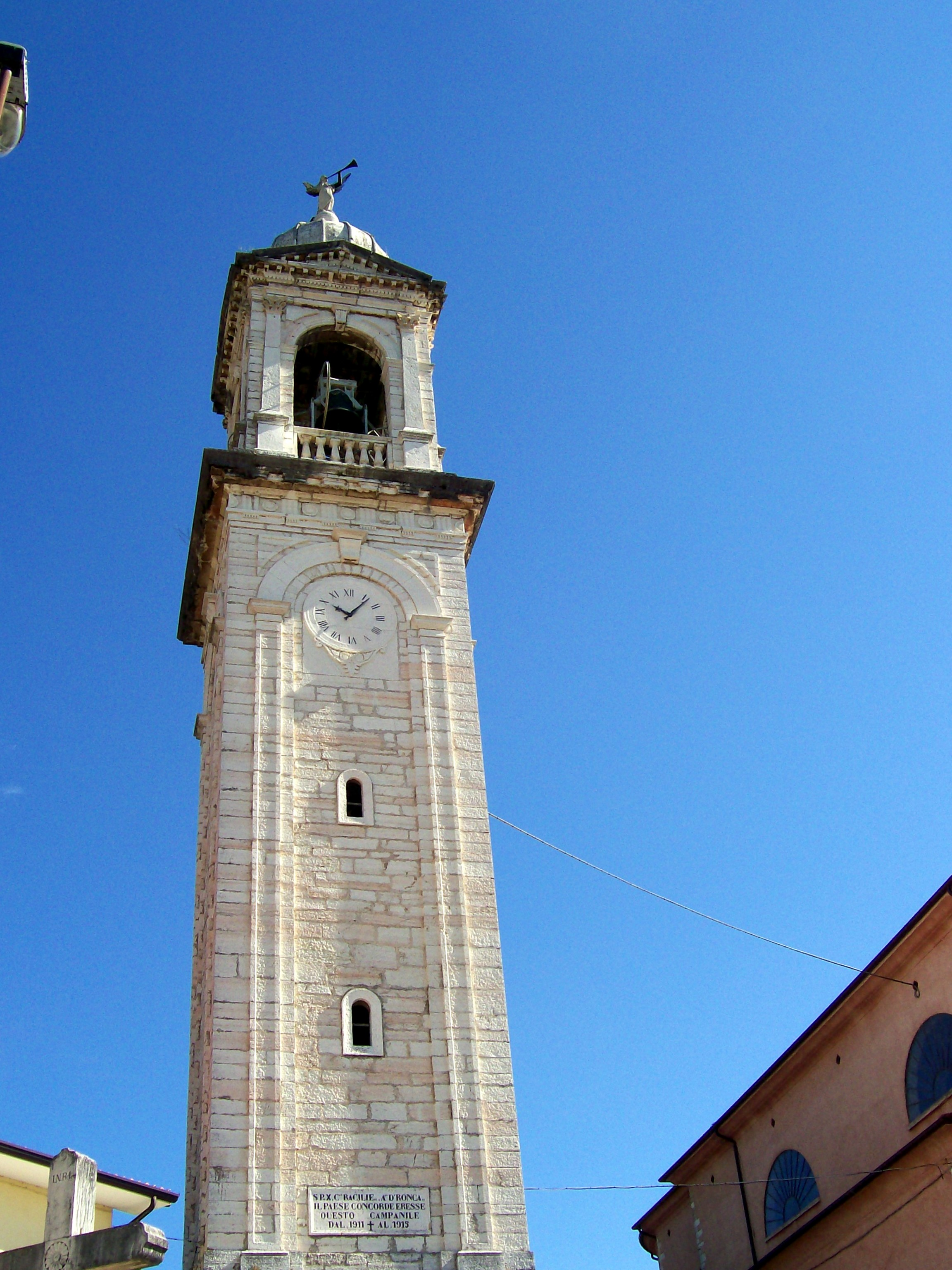
Campanile della chiesa parrocchiale dei Santi Zenone e Urbano in Vestenavecchia
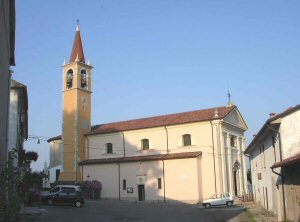
Chiesa di San Giovanni Battista in Bolca
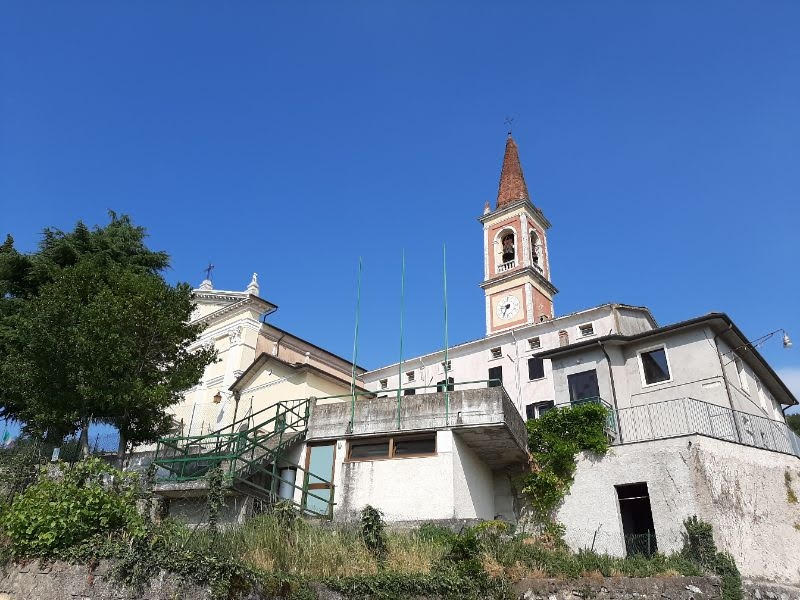
Chiesa dei Santi Salvatore e Biagio in Castelvero

### Ville
- Villa Emo - XV secolo

In parte decaduta, è importante perché è una delle rare ville patrizie costruite oltre i 400 500 metri di altezza. Da parte del comune c'è un impegno per la sua conservazione e ripristino, essendo un simbolo per la storia di Vestena.

### Altro
- Museo dei fossili (frazione di Bolca)

## Società

### Evoluzione demografica
Abitanti censiti

## Cultura
Vestenanova possiede una scuola secondaria di primo grado (Scuola Media "M. Cerato"), due scuole primarie di primo grado (Scuola Elementare "A. Manzoni" a Vestenanova e un'altra scuola a Bolca), una scuola dell'infanzia parrocchiale a Vestenanova e una statale a Bolca.
Vestenanova ha aderito alla proposta di fondazione di un periodico con altri comuni della Val d'Alpone, intitolato I cinque comuni, che ha iniziato la sua attività con il numero del dicembre 2008.
La chiesa di Vestenanova è stata protagonista di un libro redatto nel 2008 in cui viene descritta la storia della chiesa e del suo antichissimo organo, ristrutturato di recente. Il libro si chiama Vestenanova. La chiesa e il suo organo.

### Eventi
- Passeggiata dell'oco

La seconda domenica di agosto a Castelvero. È una gara sulla distanza di 700 metri riservata alle oche. Il record è sotto i sette minuti.
- Festa del turista

La prima settimana di agosto a Vestenanova. Con stand gastronomici, pesca di beneficenza e la favolosa e imperdibile "corsa dei carrettini".
- Vestenastock

Il secondo week-end di luglio a Vestenanova. Festival di 4 giorni di musica rock anni '60 e '70 che vuole ricordare nelle sonorità e nello spirito il celeberrimo festival di Woodstock. 
- Festa della paleontologia

Il primo week-end di luglio a Bolca. Gli appuntamenti sono il palio dei giochi antichi, la passeggiata su vari percorsi della zona e la visita del museo dei fossili.

## Economia
Il Comune di Vestenanova ha un'economia per la maggior parte agricola, con insediamenti produttivi costituiti soprattutto da aziende agricole di piccole e medie dimensioni. Altra attività che si è sviluppata negli ultimi anni è quella artigianale con la lavorazione della pelle, tomaifici, imprese edili, un'azienda dedita all'estrazione di materiale inerte (cava). Essendo un Comune situato in zona montana, è presente un certo movimento turistico.

## Amministrazione
Fa parte della Comunità montana della Lessinia, e dell'area del Parco della Lessinia.
| Periodo     | Periodo     | Primo cittadino       | Partito              | Carica  | Note   |
| ----------- | ----------- | --------------------- | -------------------- | ------- | ------ |
| giugno 1985 | maggio 1990 | Antonio Dal Dosso     | Democrazia Cristiana | Sindaco | [ 9 ]  |
| maggio 1990 | aprile 1995 | Antonio Dal Dosso     | Democrazia Cristiana | Sindaco | [ 10 ] |
| aprile 1995 | giugno 1999 | Ivana Bellinato Cedro | Lista civica         | Sindaco | [ 11 ] |
| giugno 1999 | giugno 2004 | Edo Dalla Verde       | Lista civica         | Sindaco | [ 12 ] |
| giugno 2004 | giugno 2009 | Edo Dalla Verde       | Lista civica         | Sindaco | [ 13 ] |
| giugno 2009 | maggio 2014 | Maurizio Dal Zovo     | Lista civica         | Sindaco | [ 14 ] |
| maggio 2014 | maggio 2019 | Edo Dalla Verde       | Lista civica         | Sindaco | [ 15 ] |
| maggio 2019 | giugno 2024 | Stefano Presa         | Lista civica         | Sindaco | [ 16 ] |
| giugno 2024 | in carica   | Stefano Presa         | Lista civica         | Sindaco | [ 17 ] |

### Gemellaggi
- Eichstätt, città bavarese nella cui sono presenti straordinari reperti fossili, come a Bolca. Questo gemellaggio è stato reso possibile soltanto dal paese di Bolca.[senza fonte]

## Sport

### Calcio
La principale squadra di calcio è l'A.S. Vestenanova che milita nel girone D veronese di Seconda Categoria.